# Металіст (Харків) у сезоні 1991
Огляд виступів футбольного клубу «Металіст» (Харків) у сезоні 1991.

## Чемпіонат
Підсумкова таблиця першості СРСР:
| М  | Команда                 | І  | В  | Н  | П  | М     | О  |
| -- | ----------------------- | -- | -- | -- | -- | ----- | -- |
|    | ЦСКА (Москва)           | 30 | 17 | 9  | 4  | 57-32 | 43 |
|    | «Спартак» (Москва)      | 30 | 17 | 7  | 6  | 57-30 | 41 |
|    | «Торпедо» (Москва)      | 30 | 13 | 10 | 7  | 36-20 | 36 |
| 4  | «Чорноморець» (Одеса)   | 30 | 10 | 16 | 4  | 39-24 | 36 |
| 5  | «Динамо» (Київ)         | 30 | 13 | 9  | 8  | 43-34 | 35 |
| 6  | «Динамо» (Москва)       | 30 | 12 | 7  | 11 | 43-42 | 31 |
| 7  | «Арарат» (Єреван)       | 30 | 11 | 7  | 12 | 29-36 | 29 |
| 8  | «Динамо» (Мінськ)       | 30 | 9  | 11 | 10 | 29-31 | 29 |
| 9  | «Дніпро» (Дніпро)       | 30 | 9  | 10 | 11 | 31-36 | 28 |
| 10 | «Памір» (Душанбе)       | 30 | 7  | 13 | 10 | 28-32 | 27 |
| 11 | «Спартак» (Владикавказ) | 30 | 9  | 8  | 13 | 33-41 | 26 |
| 12 | «Шахтар» (Донецьк)      | 30 | 6  | 14 | 10 | 33-41 | 26 |
| 13 | «Металург» (Запоріжжя)  | 30 | 9  | 7  | 14 | 27-38 | 25 |
| 14 | «Пахтакор» (Ташкент)    | 30 | 9  | 7  | 14 | 37-45 | 25 |
| 15 | «Металіст» (Харків)     | 30 | 8  | 9  | 13 | 32-43 | 25 |
| 16 | «Локомотив» (Москва)    | 30 | 5  | 8  | 17 | 18-47 | 18 |

## Кубок
1/16 фіналу
| 4 вересня 1991 |

| «Новбахор» (Наманган) | 2 – 0 | «Металіст» (Харків) |
| --------------------- | ----- | ------------------- |
| Латишкін 5', 35'      |       |                     |

| м. Наманган Глядачів: 15 000 Арбітр: Яригін (Волгоград) |

| 17 листопада 1991 |

| «Металіст» (Харків)                       | 3 – 0 | «Новбахор» (Наманган) |
| ----------------------------------------- | ----- | --------------------- |
| Призетко 68' Шулятицький 75' Скаченко 90' |       |                       |

| «Металіст» (Харків) Глядачів: 1 100 Арбітр: Кисельов (Москва) |

1/8 фіналу
| 22 листопада 1991 |

| «Металіст» (Харків)                   | 3 – 0 | «Дніпро» (Дніпропетровськ) |
| ------------------------------------- | ----- | -------------------------- |
| Аджоєв 43' Хомуха 60' Шулятицький 89' | звіт  |                            |

| «Металіст» (Харків) Глядачів: 2 400 Арбітр: Будогоський (Москва) |

«Металіст»: Помазун, Колоколов, Пець, Панчишин, Касторний, Яблонський (Хомуха, 38), Кандауров, Синицький, Аджоєв, Скаченко, Ніченко (Шулятицький, 70).
«Дніпро»: Городов, Куриленко, Сидельников, Юдін, Козар (Беженар, 46), Горілий, Полунін, Захаров, Москвін, Лебідь, Петров.
| 26 листопада 1991 |

| «Дніпро» (Дніпропетровськ) | 2 – 1 | «Металіст» (Харків) |
| -------------------------- | ----- | ------------------- |
| Лебідь 33' Горілий 85'     | звіт  | Хомуха 10'          |

| «Метеор» (Дніпропетровськ) Глядачів: 500 Арбітр: Купріяшкін (Москва) |

«Дніпро»: Городов, Юдін, Сасько (Паляниця, 77), Сидельников, Дірявка, Полунін, Похлебаєв, Горілий, Лебідь, Захаров, Москвін.
«Металіст»: Помазун, Касторний, Пець, Панчишин, Деревинський, Призетко (Ланцфер, 83), Хомуха, Синицький (Яблонський, 46), Аджоєв, Ніченко, Скаченко (Назаров, 71).
В 1/4 фіналу Кубка СРСР 1991/92 суперником харків'ян жереб обрав московський «Локомотив». Матчі мали проходити навесні, але всі українські команди відмовилися від участі у цьому турнірі.

## Статистика
«Металіст»
- Головний тренер — Ткаченко Леонід Іванович
- Начальник команди — Шподарунок Роман Павлович
- Тренери — Арістов Віктор Олександрович, Довбій Олександр Петрович, Удовенко Віктор Михайлович.

| Гравець                          | Дата народження | Чемпіонат | Чемпіонат | Кубок    | Кубок    |
| Гравець                          | Дата народження | Ігри      | Голи      | Ігри     | Голи     |
| Воротарі                         | Воротарі        | Воротарі  | Воротарі  | Воротарі | Воротарі |
| -------------------------------- | --------------- | --------- | --------- | -------- | -------- |
| Дудка Валерій Олександрович      | 01.10.64        | 22        | 31п       | —        | —        |
| Помазун Олександр Васильович     | 11.10.71        | 7         | 11п       | 4        | 3п       |
| Стороженко Олег Володимирович    | 12.03.72        | 1         | 1п        | —        | —        |
| Захисники                        |                 |           |           |          |          |
| Панчишин Іван Миколайович        | 15.06.61        | 27        | 0         | 2        | 0        |
| Пець Роман Васильович            | 21.06.69        | 25        | 0         | 4        | 0        |
| Касторний Олег Вікторович        | 29.08.70        | 20        | 0         | 3        | 0        |
| Синицький Олег Васильович        | 29.04.68        | 17        | 1         | 3        | 0        |
| Яловський Віктор Михайлович      | 01.08.65        | 16        | 0         | 1        | 0        |
| Колоколов Руслан Миколайович     | 11.03.66        | 15        | 0         | 2        | 0        |
| Ланцфер Ярослав Йосипович        | 28.10.66        | 14        | 0         | 1        | 0        |
| Сусло Віктор Володимирович       | 15.01.61        | —         | —         | 1        | 0        |
| Корольов Владислав Олександрович | 23.04.71        | —         | —         | 1        | 0        |
| Півзахисники                     |                 |           |           |          |          |
| Медвідь В'ячеслав Йосипович      | 28.08.65        | 26        | 2         | —        | —        |
| Ралюченко Сергій Петрович        | 13.11.62        | 21        | 1         | —        | —        |
| Хомуха Дмитро Іванович           | 23.08.69        | 20        | 0         | 3        | 2        |
| Деревинський Олег Михайлович     | 17.07.66        | 20        | 0         | 1        | 0        |
| Шулятицький Юрій Йосипович       | 11.08.70        | 17        | 0         | 3        | 2        |
| Кандауров Сергій Вікторович      | 02.12.72        | 16        | 3         | 3        | 0        |
| Іванов Олександр Михайлович      | 23.11.65        | 2         | 1         | —        | —        |
| Назаров Євген Миколайович        | 23.01.72        | 2         | 0         | 2        | 0        |
| Карабута Олександр Петрович      | 03.03.74        | —         | —         | 1        | 0        |
| Нападники                        |                 |           |           |          |          |
| Призетко Олександр Сергійович    | 31.01.71        | 26        | 8         | 2        | 1        |
| Аджоєв Гурам Захарович           | 18.10.61        | 24        | 6         | 3        | 1        |
| Яблонський Віктор Вікторович     | 06.01.70        | 17        | 3         | 3        | 0        |
| Колесник Вадим Леонідович        | 12.03.67        | 9         | 3         | 1        | 0        |
| Скаченко Сергій Вікторович       | 18.11.72        | 9         | 2         | 4        | 1        |
| Ніченко Ігор Григорович          | 18.04.71        | 8         | 0         | 4        | 0        |
| Єсипов Олександр Геннадійович    | 14.10.65        | 5         | 0         | —        | —        |
| Тарасов Юрій Іванович            | 05.01.60        | 4         | 1         | —        | —        |
| Шинкарьов Андрій Вікторович      | 20.04.70        | 2         | 0         | 1        | 0        |

## Бомбардири
Кращі бомбардири у кожному сезоні чемпіонату СРСР:
| Сезон | Гравець                          | Голи       |
|       |                                  |            |
| 1946  | ?                                | — ? (Д-3)  |
| 1947  | ?                                | — ? (Д-2)  |
| 1948  | ?                                | — ? (Д-2)  |
| 1949  | Віктор Сисоєнко                  | — 13 (Д-2) |
| 1956  | Віталій Зуб                      | — 11 (Д-2) |
| 1957  | Володимир Самсонов               | — 14 (Д-2) |
| 1958  | Анатолій Бахман                  | — 7 (Д-2)  |
| 1959  | Юрій Нестеров                    | — 14 (Д-2) |
| 1960  | Юрій Нестеров                    | — 8        |
| 1961  | Микола Корольов                  | — 10       |
| 1962  | Микола Корольов Станіслав Костюк | — 6        |
| 1963  | Микола Корольов                  | — 8        |
| 1964  | Микола Корольов                  | — 17 (Д-2) |
| 1965  | Микола Корольов                  | — 13 (Д-2) |
| 1966  | Микола Каштанов                  | — 4 (Д-2)  |
| 1967  | Микола Каштанов                  | — 7 (Д-2)  |
| 1968  | Ромуальдас Юшка                  | — 11 (Д-2) |
| 1969  | Ромуальдас Юшка                  | — 10 (Д-2) |
| 1970  | Володимир Чаплигін               | — 10 (Д-2) |
| 1971  | Роман Шподарунок                 | — 23 (Д-2) |

| Сезон | Гравець                       | Голи       |
|       |                               |            |
| 1972  | Валерій Бокатов               | — 10 (Д-2) |
| 1973  | Анатолій Демченко             | — 13 (Д-2) |
| 1974  | Йосип Бордаш                  | — 13 (Д-3) |
| 1975  | Сергій Малько                 | — 8 (Д-2)  |
| 1976  | Юрій Цимбалюк                 | — 22 (Д-3) |
| 1977  | Станіслав Берніков            | — 14 (Д-3) |
| 1978  | Нодар Бачіашвілі              | — 18 (Д-3) |
| 1979  | Нодар Бачіашвілі              | — 8 (Д-2)  |
| 1980  | Нодар Бачіашвілі              | — 21 (Д-2) |
| 1981  | Нодар Бачіашвілі              | — 17 (Д-2) |
| 1982  | Володимир Лінке               | — 8        |
| 1983  | Юрій Тарасов                  | — 7        |
| 1984  | Юрій Тарасов                  | — 17       |
| 1985  | Юрій Тарасов                  | — 7        |
| 1986  | Юрій Тарасов                  | — 9        |
| 1987  | Олександр Малишенко           | — 5        |
| 1988  | Юрій Тарасов Ігор Якубовський | — 6        |
| 1989  | Юрій Тарасов                  | — 9        |
| 1990  | Олександр Призетко            | — 4        |
| 1991  | Олександр Призетко            | — 8        |

## Харків у вищій лізі
В елітному дивізіоні радянського футболу виступали чотири харківські команди. Далі наведені списки гравців цих клубів, які виходили на поле у матчах вищої ліги СРСР.
«Спартак»: 2 сезони (1938 і 1941).
- Василь Іванов — 31
- Василь Гусаров — 24
- Василь Макаров — 22
- Борис Гуркін — 21
- Олексій Сєров — 18
- Василь Девляшев — 17
- Дмитро Кирилов — 17
- Наум Княжевський — 17
- Леонід Мілов — 16
- Антон Шведов — 16
- Іван Привалов — 14
- Іван Сєров — 14
- Борис Андрєєв — 13
- Михайло Сапельников — 13
- Григорій Харламов — 12
- Олександр Андренко — 9
- Володимир Іщенко — 9
- Сергій Нінуа — 9
- Віктор Рогозянський — 9
- Олександр Шахота — 9
- Анатолій Головін — 8
- Микола Маховський — 7
- Анатолій Горохов — 6
- Дмитро Матвєєв — 5
- Михайло Пашута — 5
- Костянтин Терещенко — 5
- Олександр Шевцов — 5
- Олексій Касимов — 4
- Анатолій Лісний — 4
- Микола Фомін — 4
- Георгій Чумбурідзе — 4
- Дмитро Старусєв — 3
- Микола Хлистов — 3
- Микола Шкатулов — 3
- Олександр Горовий — 2
- Павло Грабарьов — 2
- Віктор Куліченко — 2
- Георгій Топорков — 2
- Леонтій Бобовников — 1
- Володимир Куликов — 1
- Петро Паровишников — 1
- Олександр Тимченко- 1

«Сільмаш»: 1 сезон (1938).
- Федір Лук'яненко — 25
- Сергій Копейко — 24
- Андрій Башкарьов — 23
- Олександр Тимченко — 23
- Павло Грабарьов — 21
- Анатолій Горохов — 19
- Микола Задніпровський — 19
- Федір Моргунов — 18
- Іван Голубов — 17
- Анатолій Стеценко — 16
- Михайло Львов — 13
- Віктор Рогозянський — 12
- Микола Педоренко — 10
- Борис Фоменко — 10
- Михайло Лучко — 9
- Володимир Прасолов — 8
- Петро Володимиров — 8
- Георгій Топорков — 6
- Володимир Іванов — 4
- Микола Стешенко — 2

«Локомотив»: 4 сезони (1949, 1950, 1953, 1954).
- Георгій Борзенко — 97
- Сергій Чижов — 97
- Микола Уграїцький — 96
- Віталій Зуб — 90
- Петро Пономаренко — 86
- Михайло Соловйов — 84
- Олександр Азаров — 71
- Олексій Сєров — 63
- Дмитро Васильєв — 52
- Михайло Лабунський — 52
- Віктор Рогозянський — 46
- Володимир Безпалий — 45
- Володимир Работягов — 35
- Олександр Єрошин — 34
- Анатолій Горохов — 33
- Іван Сєров — 32
- Василь Межевікін — 29
- Олександр Бутенко — 26
- Микола Голяков — 26
- Віктор Перевозчиков — 25
- Євген Брусов — 24
- Микола Таранець — 22
- Олексій Браховецький — 21
- Сергій Дуйков — 21
- Станіслав Язвецький — 21
- Юрій Калабухов — 18
- Іван Жеребкін — 16
- Іван Бобошко — 13
- Дмитро Алімов — 10
- Кім Нікішин — 8
- Микола Каров — 7
- Євген Щербина — 7
- Федір Дашков — 6
- Анатолій Головін — 5
- Едуард Дубинський — 5
- Шалва Чрелашвілі — 3
- Микола Білоусов — 3
- Олександр Білоусов — 2
- Олександр Бакуменко — 2
- Григорій Кучугуренко — 2
- Микола Масленников — 2
- Амірані Рухадзе — 2
- Михайло Садик — 2
- Борис Феоктістов — 2
- Олександр Левченко — 1
- Федір Покосенко — 1

«Металіст»: 14 сезонів (1960—1963 під назвою «Авангард», 1982—1991).
Список гравців, які в чемпіонаті СРСР провели 50 і більше матчів:
- Юрій Тарасов — 213
- Віктор Сусло — 200
- Ігор Якубовський — 190
- Іван Панчишин — 181
- Сергій Кузнецов — 160
- Віктор Камарзаєв — 154
- Юрій Сивуха — 140
- Микола Корольов — 123
- Гурам Аджоєв — 120
- Олександр Іванов — 117
- Станіслав Костюк — 111
- Ігор Кутепов — 106
- Ігор Талько — 106
- Микола Масленников — 104
- Володимир Ожередов — 104
- Олександр Баранов — 102
- Олег Крамаренко — 90
- Євген Панфілов — 89
- Володимир Онисько — 88
- Олег Деревинський — 87
- Сергій Ралюченко — 83
- Віктор Каплун — 82
- Володимир Лінке — 81
- Віктор Яловський — 75
- Сергій Мотуз — 74
- Олександр Єсипов — 72
- Руслан Колоколов — 72
- Юрій Махиня — 72
- Віктор Мар'єнко — 69
- Юрій Нестеров — 69
- Микола Уграїцький — 68
- Володимир Тодоров — 65
- Ростислав Поточняк — 65
- Юрій Бондаренко — 64
- Володимир Лозинський — 62
- Леонід Сааков — 60
- В'ячеслав Медвідь — 59
- Борис Деркач — 57
- Юрій Соколов — 57
- Леонід Ткаченко — 57
- Станіслав Берников — 51

Список гравців, які в чемпіонаті СРСР провели від 10 до 49 матчів:
- Анатолій Александров — 49
- Володимир Щербак — 49
- Олександр Косолапов — 47
- Тарас Примак — 45
- Іштван Секеч — 43
- Віктор Ващенко — 41
- Роман Пець — 38
- Клим Хачатуров — 38
- Олександр Горбик — 37
- Олександр Призетко — 37
- Дмитро Хомуха — 37
- Леонід Буряк — 36
- Аркадій Мангасаров — 36
- Валерій Дудка — 34
- Адольф Поскотін — 31
- Валентин Крячко — 30
- Аркадій Панов — 29
- Ярослав Ланцфер — 28
- Микола Романчук — 27
- Ярослав Думанський — 26
- Євген Золотухін — 25
- Сергій Свистун — 25
- Олександр Еней — 24
- Леонід Колтун — 23
- Велі Касумов — 23
- Ігор Соколовський — 23
- Олександр Малишенко — 23
- Шота Рігвава — 23
- Анатолій Крощенко — 22
- Олег Касторний — 21
- Ігор Братчиков — 19
- Микола Каштанов — 19
- Анатолій Кравченко — 19
- Ігор Ніченко — 19
- Сергій Кандауров — 18
- Анатолій Норов — 18
- Олег Синицький — 17
- Сергій Шевченко — 17
- Юрій Шулятицький — 17
- Віктор Яблонський — 17
- Юрій Воронов — 16
- Анатолій Гурбич — 16
- Нодар Бачіашвілі — 15
- Олексій Житник — 15
- Ігор Балакін — 13
- Анатолій Оленєв — 13
- Євген Власенко — 13
- Олександр Меншиков — 13
- Борис Чернишов — 13
- Віктор Гришко — 12
- Олег Морозов — 11
- Андрій Федецький — 11
- Валерій Ярмак — 11
- Олександр Помазун — 10

Список гравців, які в чемпіонаті СРСР провели від 1 до 9 матчів:
- Іван Ледней — 9
- Олександр Бойко — 9
- Вадим Колесник — 9
- Сергій Скаченко — 9
- Ігор Яворський — 9
- Андрій Квасов — 8
- Ігор Величко — 7
- Сергій Малько — 7
- Роман Хагба — 7
- Борис Шишков — 7
- Володимир Дикий — 6
- Анатолій Кецкало — 6
- Геннадій Лазунов — 6
- Гелій Путєвський — 6
- Сергій Овчинников — 6
- Анатолій Зарапін — 5
- Валентин Майдюк — 5
- Святослав Петренко — 5
- Ілля Славинський — 5
- Микола Федорков — 5
- Сергій Художилов — 5
- Олег Бондар — 4
- Василь Гунько — 4
- Олександр Довженок — 4
- Сергій Журавльов — 4
- Олександр Канищев — 4
- Чоба Кахлик — 4
- Олег Назаренко — 4
- Вадим Шельменко — 4
- Андрій Недяк — 4
- Валентин Балацький — 3
- Володимир Канищев — 3
- Віктор Кірсанов — 3
- Микола Кольцов — 3
- Юрій Петухов — 3
- Михайло Авербух — 2
- Сергій Волкович — 2
- Антон Востров — 2
- Олексій Зотов — 2
- Сергій Котьолкін — 2
- Євген Назаров — 2
- Євген Несміян — 2
- Віктор Шаленко — 2
- Валерій Шелег — 2
- Андрій Шинкарьов — 2
- Михайло Штуллер — 2
- Павло Яковенко — 2
- Володимир Безпалий — 1
- Олексій Блинников — 1
- Валентин Бражник — 1
- Андрій Кудимов — 1
- Володимир Леонов — 1
- Адальберт Корпонай — 1
- Володимир Мальованець — 1
- Анатолій Нескородєв — 1
- Яків Немировський — 1
- Валентин Сімакович — 1
- Олег Стороженко — 1
- Валерій Полібін — 1
- Іван Хаткевич — 1